# 伊凡氏葉蟎
伊凡氏葉蟎（学名：Tetranychus evansi）为葉蟎科葉蟎屬下的一个种。